# Margarita Tsoukala
Margarita Tsoukala (griechisch Μαργαρίτα Τσουκαλά; * 12. Februar 2001) ist eine griechische Leichtathletin, welche sich auf den Mehrkampf spezialisiert hat.

## Karriere
Sie startete am 11. Februar 2018 einen Tag vor ihrem 17. Geburtstag bei den griechischen Hallenmeisterschaften in Piräus. Dort konnte sie insgesamt 3631 Punkte erkämpfen und gewann damit den griechischen Meistertitel. Zudem sind die 3631 Punkte ihre persönliche Bestleistung im Fünfkampf.